# Куно III фон Мюнценберг
Куно III фон Мюнценберг (на немски: Cuno III. von Münzenberg; * пр. 1231; † 1244) е господар на Мюнценберг.
Той е големият син на Улрих I фон Мюнценберг († 1240) и съпругата му Аделхайд фон Цигенхайн († 1226), вдовица на граф Буркард фон Шарцфелд-Лаутерберг († 1225), дъщеря на граф Рудолф II фон Цигенхайн († 1188) и Мехтхилд от Графство Нида.
Куно III фон Мюнценберг се жени за Аделхайд фон Тюбинген. Бракът е бездетен.
Брат му Улрих II фон Хаген-Мюнценберг († 1255) наследява баща му през 1240 г. и е наследен от шестте му сестри, които са омъжени за благородници.